# Walter Gorini
Walter Gorini (Cotignola, 29 de agosto de 1944) es un deportista italiano que compitió en ciclismo en la modalidad de pista, especialista en la prueba de tándem.
Ganó dos medallas en el Campeonato Mundial de Ciclismo en Pista, oro en 1968 y bronce en 1966.
Participó en los Juegos Olímpicos de México 1968, ocupando el cuarto lugar en la prueba de tándem.

## Medallero internacional
| Campeonato Mundial | Campeonato Mundial   | Campeonato Mundial | Campeonato Mundial |
| Año                | Lugar                | Medalla            | Competición        |
| ------------------ | -------------------- | ------------------ | ------------------ |
| 1966               | Fráncfort (RFA)      | Medalla de bronce  | Tándem (A)         |
| 1968               | Montevideo (Uruguay) | Medalla de oro     | Tándem (A)         |